# Bayerische Landesstiftung
Die Bayerische Landesstiftung ist eine Stiftung des Öffentlichen Rechts, die aus der Vereinigung der Bayerischen Staatsbank mit der Bayerischen Vereinsbank hervorging. Sie wurde 1972 errichtet und verfolgt gemeinnützige und mildtätige Zwecke auf sozialem und kulturellem Gebiet. Ihr Sitz ist München.
Der Schwerpunkt der Fördertätigkeit liegt vor allem in der Förderung von baulichen Maßnahmen. Dies sind im kulturellen Bereich Erhaltungs- und Instandsetzungsmaßnahmen von bedeutenden Bau- und Kunstdenkmälern und Baumaßnahmen bei überregional bedeutsamen nicht staatlichen Museen sowie im sozialen Bereich bedeutende sozialpolitische Bauprojekte vor allem in der Alten- und Behindertenhilfe. Seit ihrer Gründung hat die Stiftung über 500 Millionen Euro an Zuschüssen und Darlehen bewilligt und dadurch ca. 8.000 Vorhaben finanziell unterstützt.
Die Süddeutsche Zeitung schrieb dazu, dass für die Landesstiftung kleinere Fördersummen für Projekte typisch wären, die von Landtagsabgeordneten in ihren jeweiligen Stimmkreisen als besonders wichtig angesehen werden.

## Organisation
Beschlussorgan ist der Stiftungsrat. Er setzt sich zusammen aus dem Bayerischen Ministerpräsidenten als Vorsitzenden, dem Staatsminister der Finanzen als stellvertretenden Vorsitzenden sowie Vertretern des Bayerischen Landtags und der Obersten Staatsbehörden Bayerns.

## Preise
Die Stiftung verleiht seit 1980 jährlich einen Kulturpreis sowie einen Sozialpreis und seit 1985 zusätzlich einen Umweltpreis. Die Preise sind derzeit mit einem Preisgeld von jeweils 30.000 Euro dotiert, wobei in der Regel zwei Preisträger für jeden Preis benannt werden.

## Stiftungsvermögen und Verwaltung
Bei der Gründung 1972 wurde die Stiftung mit vinkulierten Namensaktien der Bayerischen Vereinsbank im damaligen Kurswert von 141,1 Mio. € sowie einem Geldbetrag von 7,7 Mio. € ausgestattet. Dabei handelte es sich um den gesamten Anteil, den der Freistaat für die Bayerische Staatsbank an der durch Verschmelzung entstandene Vereinsbank erhielt. Bis 1995 erhielt die Stiftung aus dem bayerischen Staatshaushalt weitere 101 Mio. €, um an Kapitalerhöhungen der Vereinsbank teilnehmen zu können und so ihren Anteil am Unternehmen zu halten. Erst 2003 und 2004 verkaufte die Stiftung erstmals Aktien aus ihrem Bestand und schichtete das Vermögen teilweise in festverzinsliche Wertpapiere um. Zum 31. Dezember 2004 waren noch über 80 % des Stiftungskapitals in den Aktien der durch Fusion entstandenen HypoVereinsbank und der ausgegliederten Hypo Real Estate. Der Bayerische Oberste Rechnungshof kritisierte dieses Finanzgebaren der Stiftung erstmals bereits 1996 und erneut 2005; sie hätte keine eigene Kompetenz in der Vermögensverwaltung aufgebaut, sondern setze sich mit der nach wie vor weitgehenden Investition in nur eine Anlageposition erheblichen Risiken aus. Das Stiftungskapital war am 31. Dezember 2005 mit 885,6 Mio. € abgeschlossen worden. Der Aktienanteil lag noch bei 68 %. Ende 2006 wurde er auf 39 % reduziert.
Die Stiftung wurde daher von der Finanzkrise ab 2007 schwer getroffen. Einen schon 2005 für 2007 geplanten Verkauf aller Aktien, die inzwischen wiederum durch Fusion auf die Unicredit übergegangen waren, nahm die Stiftung auf ausdrücklichen Wunsch des Bayerischen Finanzministeriums kurzfristig zurück. In der Folge der Finanzkrise brach der Aktienkurs der Bank zusammen. Der Oberste Rechnungshof stellte im Jahresbericht 2012 einen Verlust des Stiftungsvermögens von 152 Millionen € fest, das Stiftungskapital sei dadurch unter 800 Millionen gesunken und das bisherige Fördervolumen war nicht mehr aufrechtzuerhalten. Die Verantwortung sei bei den beiden Vorsitzenden des Stiftungsrates zu suchen, dem Ministerpräsidenten und dem Finanzminister. Kritische Entscheidungen wären in die Amtszeiten von Edmund Stoiber und Kurt Faltlhauser einerseits und zuletzt Horst Seehofer und Markus Söder gefallen. Speziell Faltlhauser hätte mit seiner Rücknahme des vollständigen Aktienverkaufs Mitte 2007 Schaden verursacht.
2013 reagierte die Stiftung auf die Kritik und die Anregungen des Rechnungshofes. Sie übergab mit 390 Millionen € etwa 40 % des Vermögens der Allianz SE und legte es in einer konservativen Kombination aus einer festverzinslichen Anlage und einem individuell mit der Allianz zusammen entwickelten Fonds an. Demgegenüber werden etwa 60 % des Stiftungskapitals einer externen Vermögensverwaltung übergeben, die risikoorientiertere Anlagen mit höheren Erträgen suchen soll.